# Believer (singel Imagine Dragons)
„Believer” – singel amerykańskiego zespołu Imagine Dragons. Utwór został wydany 1 lutego 2017 roku jako pierwszy singel promujący trzeci album grupy pt. Evolve. Twórcami tekstu utworu są Ben McKee, Daniel Platzman, Dan Reynolds, Wayne Sermon, Justin Tranter oraz Mattias Larsson i Robin Fredriksson którzy odpowiadają również za jego produkcję.
Utwór został po raz pierwszy wykonany na żywo 22 marca 2017 roku w programie Jimmy Kimmel Live! na kanale ABC.

## Teledysk
Do singla nakręcono teledysk, którego oficjalna premiera miała miejsce 7 marca 2017 roku. Jego reżyserią zajął się Matt Eastin. W obrazie widzimy między innymi mecz bokserski między Danem Reynoldsem i Dolphem Lundgrenem. 

## Lista utworów
Digital download
1. „Believer” – 3:23

Digital download – Kaskade Remix
1. „Believer” (Kaskade Remix) – 3:10

## Notowania i certyfikaty
| Lista przebojów (2017)                 | Najwyższa pozycja |
| -------------------------------------- | ----------------- |
| Australia (Top 50 Singles)             | 33                |
| Austria (Ö3 Austria Top 40)            | 3                 |
| Belgia (Ultratop 50 Singles, Flandria) | 40                |
| Belgia (Ultratop 50 Singles, Walonia)  | 20                |
| Czechy (Singles Digitál Top 100)       | 4                 |
| Francja (Top Singles & Titres)         | 7                 |
| Hiszpania (PROMUSICAE)                 | 39                |
| Holandia (Single Top 100)              | 40                |
| Irlandia (Singles Chart)               | 33                |
| Kanada (Billboard Canadian Hot 100)    | 7                 |
| Niemcy (Media Control Charts)          | 23                |
| Norwegia (VG-lista)                    | 13                |
| Nowa Zelandia (Recorded Music NZ)      | 26                |
| Polska (AirPlay – Top)                 | 5                 |
| Portugalia (AFP)                       | 10                |
| Rosja Airplay (Tophit)                 | 20                |
| Słowacja (Singles Digitál Top 100)     | 6                 |
| Stany Zjednoczone (Hot 100)            | 4                 |
| Szwajcaria (Singles Top 100)           | 6                 |
| Szwecja (Sverigetopplistan)            | 22                |
| Węgry (Single (track) Top 40 lista)    | 7                 |
| Wielka Brytania (UK Singles Chart)     | 42                |
| Włochy (FIMI)                          | 5                 |

| Kraj                   | Certyfikat          | Sprzedaż |
| ---------------------- | ------------------- | -------- |
| Australia (ARIA)       | platynowa płyta     | 70 000+  |
| Belgia (BEA)           | złota płyta         | 15 000+  |
| Dania (IFPI Denmark)   | złota płyta         | 30 000+  |
| Francja (SNEP)         | platynowa płyta     | 150 000+ |
| Kanada (Music Canada)  | 3x platynowa płyta  | 240 000+ |
| Niemcy (BVMI)          | złota płyta         | 200 000+ |
| Norwegia (IFPI Norway) | platynowa płyta     | 10 000+  |
| Nowa Zelandia (RMNZ)   | platynowa płyta     | 30 000+  |
| Polska (ZPAV)          | 2x diamentowa płyta | 200 000+ |
| Szwecja (GLF)          | 2x platynowa płyta  | 80 000+  |
| Wielka Brytania (BPI)  | srebrna płyta       | 200 000+ |
| Włochy (FIMI)          | 3x platynowa płyta  | 150 000+ |